# Фуникулёр на Ниагарском водопаде

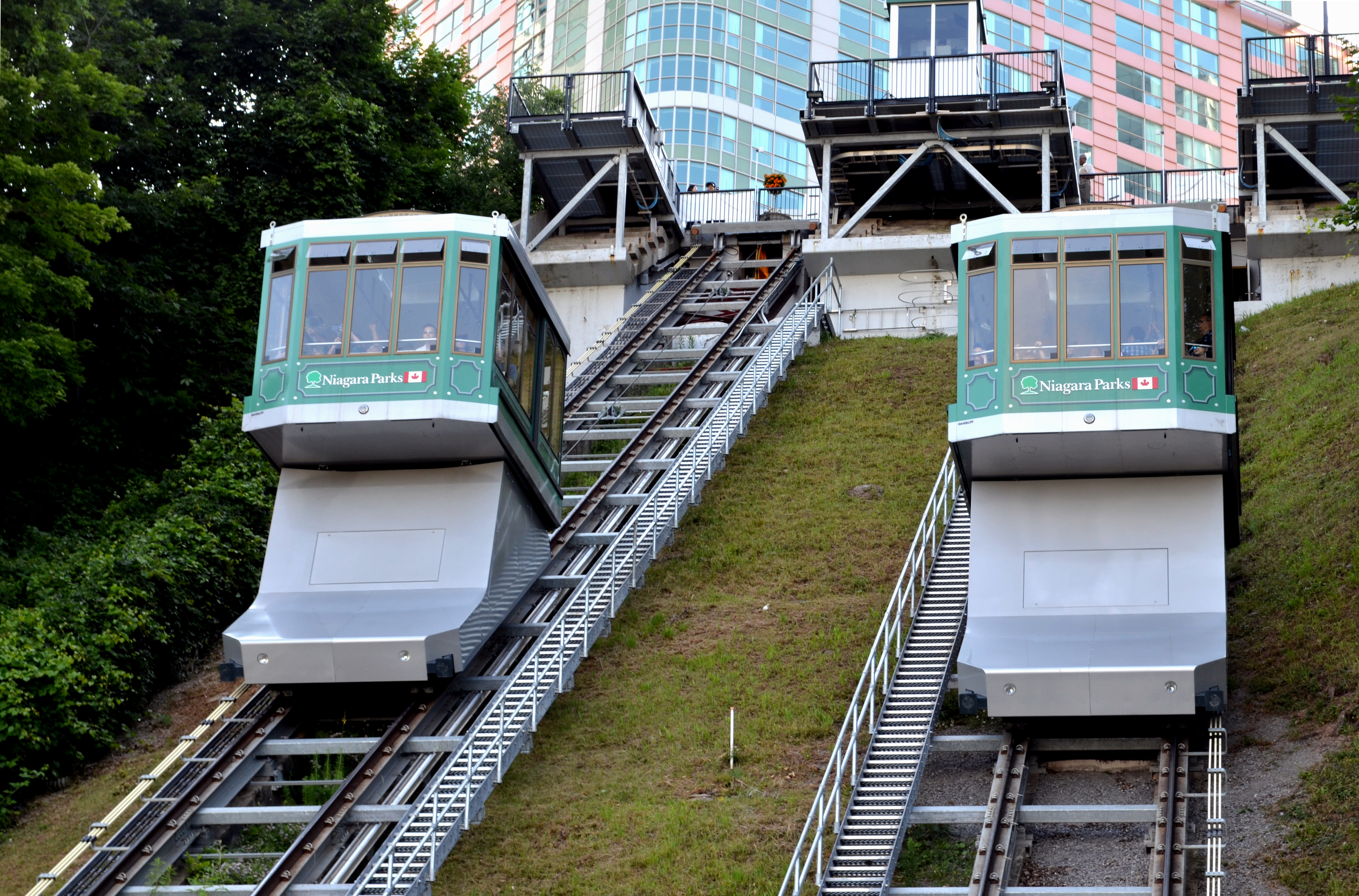
Фуникулёр на Ниагарском водопаде

На Ниагарском водопаде, на границе между Канадой и Соединенными Штатами, было построено несколько фуникулёров.
- Фуникулёр Проспект-Парк построен в 1845 году на американской стороне водопада в Проспект-Пойнт. Авария 1907 года унесла одну жизнь и привела к закрытию этого аттракциона. Весь аттракцион был удален в 1908 году и заменен лифтом в 1910 году. [1] 1960 году лифт был закрыт, а в 1961 году его заменила нынешняя смотровая башня Проспект-Пойнт.
- Фуникулёр Линдер-Кольт построен на канадской стороне водопада в 1869 году недалеко от моста Whirlpool Rapids . Поврежден в 1889 году и заброшен. [2]
- Фуникулёр Вирлпул-Рэпидз появился в 1876 году недалеко от Линдер-Кольт. Поврежден пожаром в 1934 году и заменен лифтом под названием «Поездка по Большому ущелью», которая, в свою очередь, в 1989 году была переименована в «Приключение в Большом ущелье»  [2], а затем на «Прогулку по Белой воде».
- Фуникулёр Клифтон построен для обслуживания канадского лодочного причала Maid of the Mist в 1894 году. Закрыт в 1976 году и возобновил работу под названием Maid of the Mist Incline в 1977 году. Прекратил работу в 1990 году [2], но вновь открылся как Ниагарский фуникулер Хорнблауэра в 2019 году. [3]
- Фуникулёр Водопада, первоначально известный как Horseshoe Falls Incline, был построен на канадской стороне водопада Хорсшу в 1966 году. Действовал до 2012 г. и была заменен новой железной дорогой, начавшей работу в августе 2013 г. [4]